# Диоскор Афродитский
Фла́вий Диоско́р (др.-греч. Φλαύϊος Διόσκορος) — землевладелец, чиновник и юрист VI века; известен также как поэт, писавший на греческом языке. Жил в городе Афродитополе в византийском Египте, по происхождению — копт-христианин; в современной историографии получил имя Диоскор Афродитский. Его архив был обнаружен во время раскопок 1905 года и в значительной степени сохранился, хотя и рассеян по музеям и библиотекам всего мира. Архив Диоскора составляют около 600 документов на греческом и коптском языках, рукописи являются старейшими сохранившимся автографами поэта, известного по имени. Известное значение имеют и принадлежавшие ему документы: Диоскор являлся судейским чиновником, который составлял прошения для своих односельчан, и главой администрации родного города. Архив Диоскора стал одной из важнейших находок в папирологии, он содержит сведения о низовой египетской администрации, правовых институтах и духовной жизни VI века.

## Источники биографии

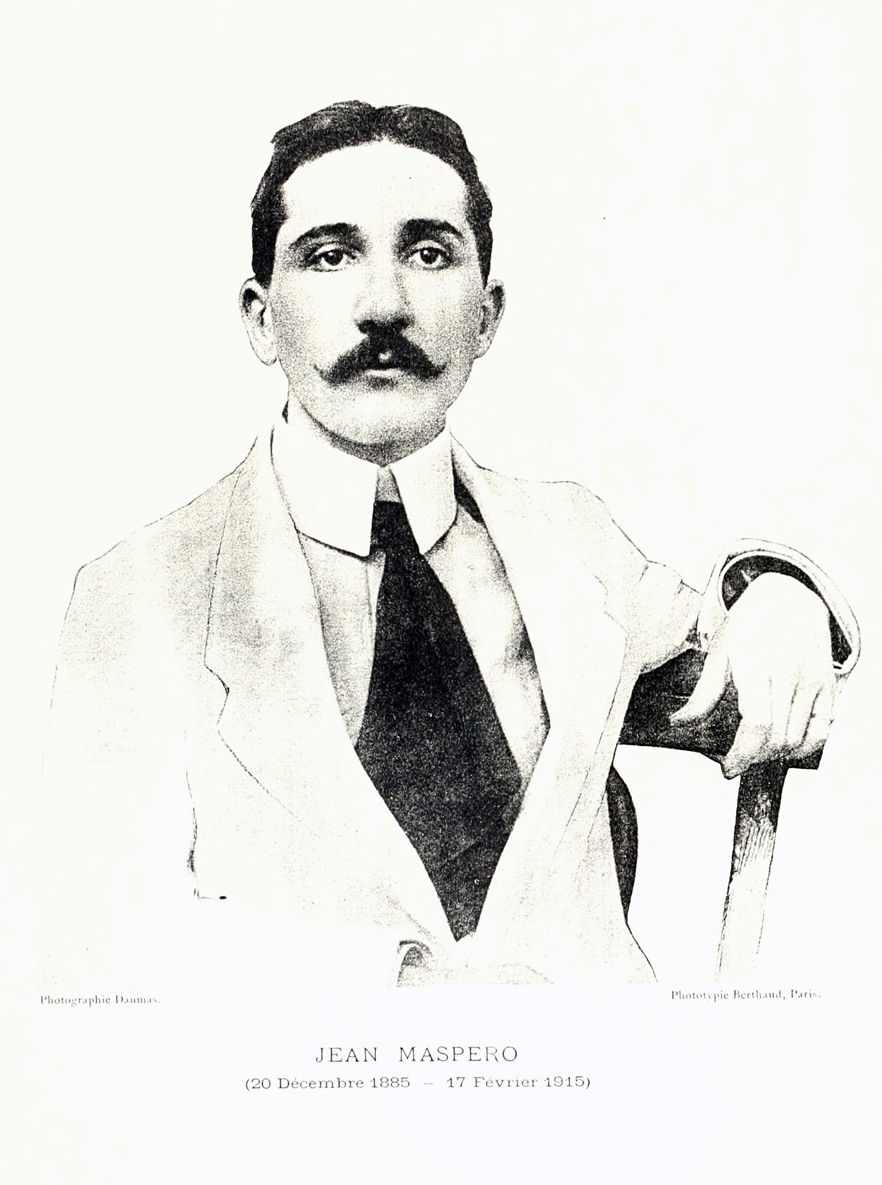
Жан Масперо — первый исследователь наследия Диоскора. Фото из Catalogue général des antiquités égyptiennes du Musée du Caire: Papyrus grecs d’époque byzantine. Vol. 3. Caire, 1916

### Константинополь

Мозаики церкви Сан-Витале в Равенне
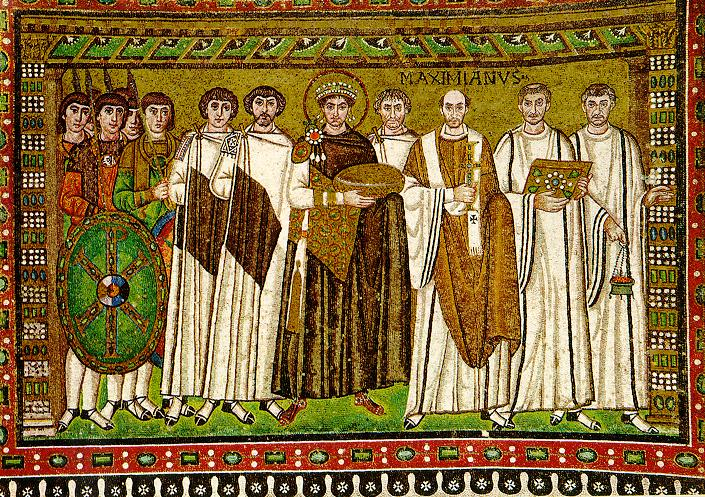
Император Юстиниан со свитой
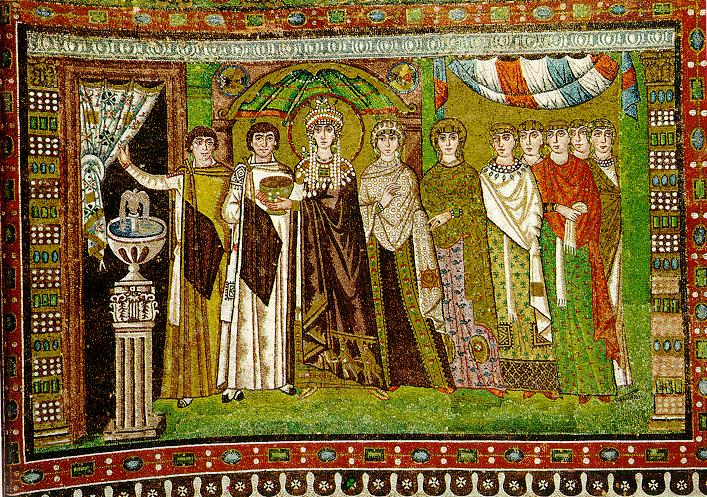
Императрица Феодора со свитой